# Largu, Buzău
Largu este satul de reședință al comunei cu același nume din județul Buzău, Muntenia, România. La recensământul din 2002 avea o populație de 1.636 locuitori. Biserica din localitate cu hramul Sf. Ilie a fost construită în preajma anului 1817 și a fost renovată în 1936.